# Дабуиды
Дабуйиды — местная зороастрийско-иранская династия, правившая Табаристаном на берегах Каспийского моря около 100 лет до её ликвидации в 761 году. Правители носили титул Испахбад.

## История
Основной источник о дабуйидах исходит от Ибн Исфандийара, историка XII—XIII веков. Дабуйиды заявляли о своем происхождении от шахской семьи Сасанидов. Например, внук царя Замаспа (годы правления 496—499) по имени Фируз завоевал регион Гилян на Каспийском море и имел сына Гиланшах от местной принцессы. Его сын Гил Гавбара завоевал Дайлам и, как говорят, от короля Йездигерда III. (годы правления 632—651) получил титул Гилан Фаршвадгаршах (Владыка Гиляна и Табаристана). Сын Гавбары Фарручан перенес центр власти в Сари в Табаристане и укрепил его от турецких и дайламских набегов. Он построил свою частную резиденцию недалеко от Исфабодана, между Сари и Амолом. Фарручан ненадолго расширил свою территорию до Нишапура в Хорасане и получил от великого короля Йездигерда III. титул испахбада Хорасана. Когда Сасаниды проиграли важные битвы (Кадисия и Нехавенд) против расширяющихся арабов, Фарручан предложил бегущему Йездигерду III защиту, но он бежал дальше на восток, где был убит в 651 году недалеко от Мерва.
Хотя Дабуйиды были номинально правителями Табаристана, реальная власть принадлежала вождям племен и местным правителям Бавандидов и Каренвандидов. Дабуйиды правили непосредственно регионом Руян и низменностями Табаристана до Тамиша на востоке. Ещё дальше на восток Горган находился в владении марзбана.
Ислам проник в этот район довольно поздно. Династия Дабуидов известна со времен поздних Сасанидов. Первые походы арабов в Табаристан начались при праведном халифе ’Усмане (644—656), однако серьёзный характер они приняли лишь в 716 году. Дабуид Хуршид II б. Дадбурзмихр (749—760) поддержал восстание Абу Муслима (747—750) в Хорасане против Омейядов; позже — восстание зороастрийцев. В 758 г. аббасидский халиф ал-Мансур (754—775) предпринял окончательное завоевание Табаристана, низложил Хуршида II и положил конец династии Дабуидов.
Спустя несколько лет Аббасиды — соперники Омейядов в борьбе за халифат организовали вооруженное восстание. Восстание вспыхнуло в 747 году под предводительством мусульман Абу в Хорасане, и Дабуйиды заверили Абу Муслима в своей лояльности. Но когда Абу Муслим был казнен новыми правителями Аббасидов в 755 году, его последователи восстали под властью зороастрийского Сунбада в Нишапуре. Дабуйид Хоршид поддержал его и дал убежище после поражения. Позже Сунбадха убил двоюродный брат Чоршид, потому что, как говорят, он не проявлял уважения. Халиф аль-Мансур попытался перехитрить Чоршида, назначив соперника Чоршида испахбадом. Но этот манёвр провалился, и поэтому аль-Мансур Хоршид послал корону, чтобы добиться своего подчинения. Взамен Хоршид послал халифу блестящие и богатые дары, пробудившие в халифе жадность. В 758—759 году халиф напал на Табаристан и сумел завоевать эту территорию за два года. Хоршид бежал в Дайлам, но когда его жена и дети были схвачены в 761 году, он отравился и умер. Что случилось с его потомками и родственниками мужского пола после 761 года, неизвестно. Две его дочери вышли замуж за аль-Мансура и его брата.

## Правители дабуидов
1. Гил Гавбара (640—660)
2. Дабуя (660—676)
3. Фаррухан Великий (712—728)
4. Дадхбурзмир (728—740 / 41)
5. Фаррухан Младший (740 / 41-747 / 48)
6. Хуршид (741—759 / 60)